# Museo della marineria di Cesenatico
Il Museo della Marineria, unico museo galleggiante esistente in Italia, ha sede nel tratto più antico e caratteristico del porto canale di Cesenatico (FC) ed è la sintesi di tanti secoli di storia marinara fatta di piccole e grandi vicende legate alle barche, alla pesca e ai traffici marittimi. La città di Cesenatico, dalla sua origine fino alla svolta economica del turismo, si è sempre identificata con il suo porto, e non solo nel nome "Porto Cesenatico" ma nel lavoro, nella vita sociale, culturale e politica. Oggi il Museo della Marineria è testimonianza di questo passato e del presente che ne è scaturito.
Il Museo si compone di due sezioni distinte: la Sezione Galleggiante, nella quale risiedono permanentemente le barche storiche del medio e alto Adriatico, e la Sezione a Terra, dove il pubblico può ammirare vari aspetti della marineria.

## Storia
L'inaugurazione della Sezione a terra del Museo della Marineria, avvenuta nel 2005, è stato il punto di arrivo di un percorso iniziato trent'anni prima, quando il convegno La marineria romagnola, l'uomo, l'ambiente (1977) segnò l'inizio di una consapevolezza sulla necessità di valorizzare il patrimonio storico rappresentato dalla marineria tradizionale dell'alto e medio Adriatico. Con questo intento il Comitato Scientifico - presieduto da Bruno Ballerin e composto dei maggiori esperti di marineria tradizionale, fra cui Siro Ricca Rosellini, Augusto Graffagnini e Marco Bonino - ha svolto un ruolo da pioniere realizzando nella Sezione Galleggiante la più ampia e suggestiva raccolta di barche da pesca e da piccolo cabotaggio esistente in Italia e non solo. Grazie al lavoro di recupero storico compiuto si riscontra già da qualche tempo un'attenzione più matura nei confronti della cultura e dell'ambiente marinaro nelle località costiere da Chioggia a San Benedetto del Tronto.
La nuova struttura museale, realizzata col contributo finanziario della Regione Emilia-Romagna, può contare, oltre al vasto padiglione delle barche e dei reperti, su un edificio dedicato ai servizi con una sala convegni, aule didattiche, locali per mostre, laboratori e una biblioteca specializzata: si propone dunque come punto di riferimento per tutti coloro che hanno a cuore la conoscenza della storia e dell'etnografia marittima. Ma il Museo della Marineria di Cesenatico interpreta anche in modo significativo il rapporto fra cultura e turismo, mostrando come il rispetto che una comunità deve al suo passato non sia in contraddizione con le necessità di una moderna economia; al contrario, le vele del Museo Galleggiante sono assunte a simbolo di una positiva promozione e valorizzazione non solo dell'immagine della città ma, in senso più esteso, della salvaguardia dei valori storici e ambientali, facendo del centro storico di Cesenatico uno degli esperimenti di turismo culturale meglio riusciti sul territorio italiano.
L'apertura della Sezione a Terra ha creato di fatto un sistema culturale integrato che comprende anche l'Antiquarium dei reperti storici antichi, medievali e moderni, Casa Moretti (la casa museo del poeta e scrittore cesenaticense Marino Moretti) con i suoi tesori letterari, il Teatro Comunale e infine la Piazzetta delle Conserve (le antiche ghiacciaie usate un tempo per la conservazione del pescato): una realtà unica e inconsueta per un centro delle dimensioni di Cesenatico. L'inaugurazione lungamente attesa della Sezione a terra del Museo, nel 2005, ha riproposto la sfida - propria di ogni museo - di mantenere viva dentro le ragioni e la necessità del presente la memoria del passato, la sola che può dare alle nostre esistenze spessore, identità e proiezione verso il futuro.

## La Sezione a Terra
All'interno di un nuovo edificio appositamente progettato dall'architetto Antonio Nicoli di Bologna seguendo le linee degli antichi arsenali, la Sezione a Terra del Museo della Marineria propone al visitatore un ampio e suggestivo percorso dedicato alla marineria tradizionale dell'alto e medio Adriatico. Il grande padiglione museale ospita al centro un trabaccolo e un bragozzo - le due imbarcazioni protagoniste dell'epopea della marineria a vela nell'alto Adriatico - completamente attrezzate con le loro vele "al terzo". Nella prima parte del percorso, dedicata alla "struttura e costruzione", si possono toccare con mano i semplici materiali e le tecnologie con i quali l'uomo ha navigato per millenni.

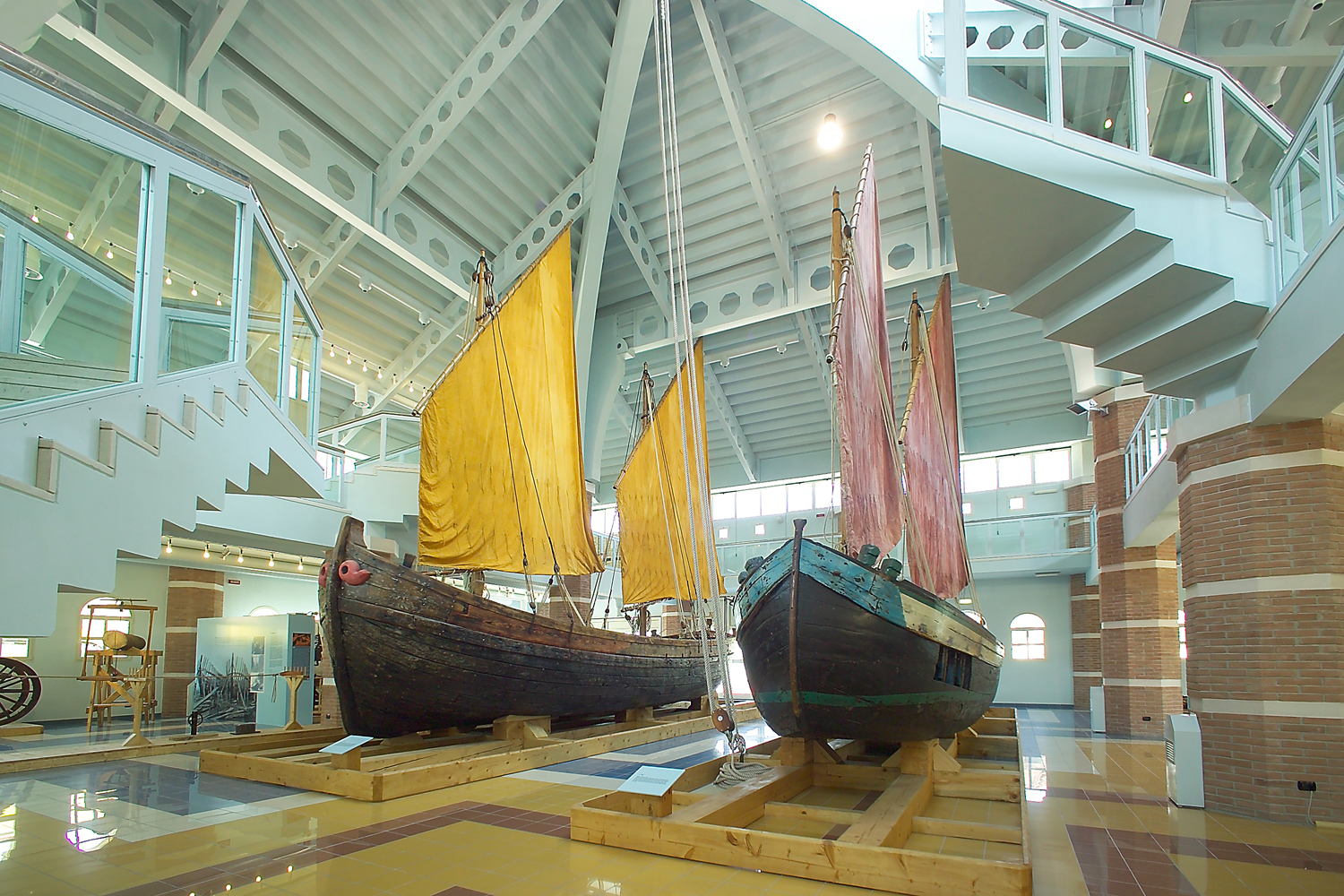
Il Trabaccolo "Cidia" e il Bragozzo "Vigo" all'interno del Museo

Tra i pezzi esposti, una ruota da cordaio con la ricostruzione del suo funzionamento e una bottega ottocentesca di carpenteria navale, acquisita in blocco e riallestita dentro al museo. La seconda parte è dedicata a "propulsione e governo": qui sono esposte ancore antiche e moderne, tra cui due relitti risalenti al seicento. Seguono alcune installazioni didattiche dove si può misurare la propria abilità con manovre, nodi e paranchi. Ampia parte è dedicata all'evoluzione dell'attrezzatura velica, mentre una serie di motori raccontano il passaggio dalle barche tradizionali agli scafi a motore. Al piano superiore il percorso espositivo prosegue attraverso reperti che esemplificano la vita a bordo, la pesca e la sua commercializzazione, la navigazione, i simboli magico-religiosi (primi fra tutti gli "occhi" di prua), i pericoli dell'andare per mare, mentre due terrazze aggettanti consentono di osservare da vicino i dettagli delle vele e delle alberature.

## La Sezione Galleggiante

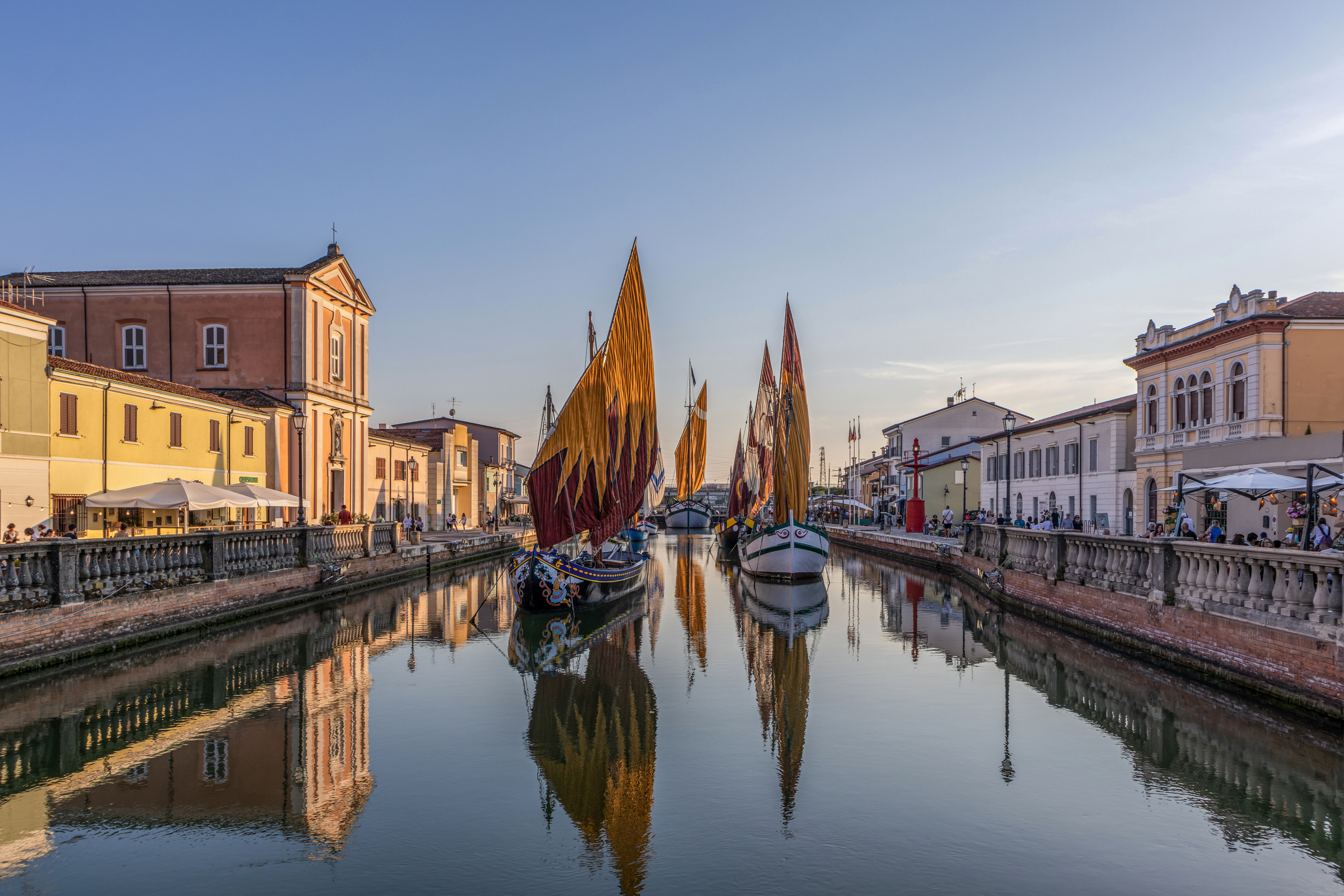
Cesenatico - Porto Canale (2023)

Le dieci barche della Sezione Galleggiante comprendono le diverse tipologie maggiormente utilizzate dalla marineria a vela nell'alto Adriatico tra la fine dell'Ottocento e la prima metà del Novecento: sono presenti infatti due trabaccoli da pesca (barchetti), tre bragozzi, una lancia, una paranza, un topo, una battana e un trabaccolo da trasporto, sul quale in estate è possibile salire per visitarne l'ampia stiva di carico e le cabine. Due imbarcazioni ormeggiate oltre il ponte sono abilitate alla navigazione e partecipano in estate a uscite dimostrative e a raduni di barche d'epoca, spingendosi ogni anno fino a Chioggia e Venezia.
Nella Sezione Galleggiante sono ben visibili le caratteristiche dei diversi scafi e delle attrezzature, che sono in rapporto con il tipo di utilizzo della barca e i luoghi in cui doveva operare. Si possono inoltre apprezzare alcuni dettagli caratteristici come gli “occhi” di prua, più o meno stilizzati; le zoje (“gioie”), elementi decorati con tralci floreali; o la “cuffia” (in romagnolo pulizòn), che rappresenta scolpita in legno la pelliccia di un montone: tutti elementi dove la funzione decorativa rimanda a più arcaiche simbologie magiche e religiose.
Ciò che distingue e rende unica la Sezione Galleggiante in estate sono però soprattutto le vele, caratterizzate dai vivaci colori realizzati con terre e decorate con simboli che segnalavano l'appartenenza a differenti famiglie di pescatori: un'usanza che divenne col tempo una vera e propria “araldica marinara”. Le vele sono quotidianamente issate e ammainate a partire da Pasqua e sino alla fine di ottobre, compatibilmente con le condizioni meteorologiche: sarebbe infatti problematico e pericoloso, per le barche e le persone, dovere ammainare rapidamente le 17 vele presenti sulle 10 barche della Sezione Galleggiante del Museo.

## Le barche della Sezione Galleggiante e le barche naviganti
La sezione galleggiante del Museo racchiude in totale dieci barche storiche dell'Alto e Medio Adriatico, otto delle quali ormeggiate permanentemente nello specchio d'acqua del porto canale adibito a museo, e due naviganti che si trovano in un tratto del porto canale percorribile dai natanti:

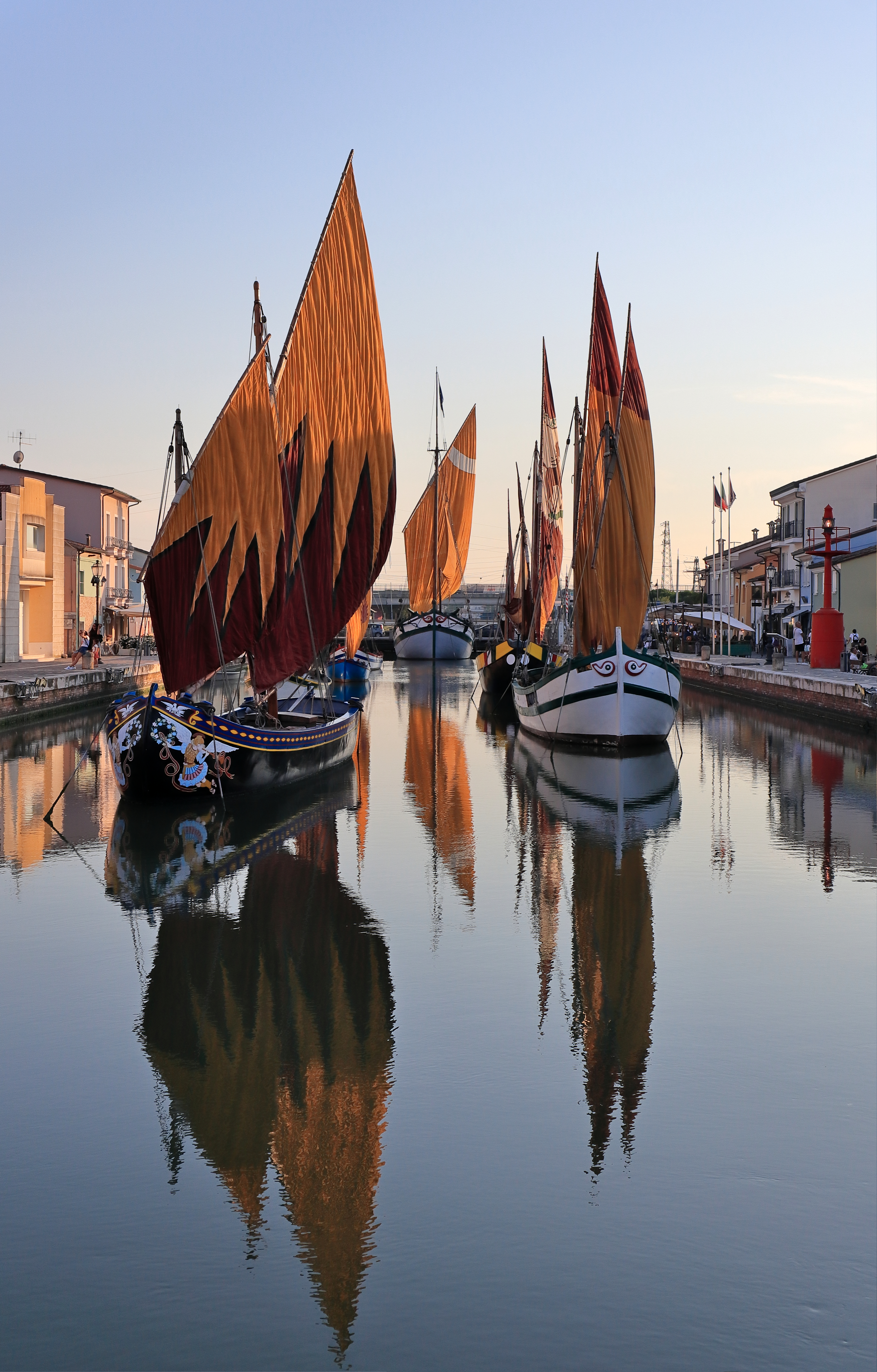
Bragozzo e Trabaccolo, imbarcazioni storiche in primo piano.

- Bragozzo: barca a fondo piatto originaria della città di Chioggia i cui abili pescatori la utilizzarono in tutto l'alto e medio Adriatico. Il bragozzo aveva ottime caratteristiche di navigazione ed era molto adatto alla pesca a strascico. Gli scafi, sempre dipinti di nero, erano riccamente decorati a prua, in genere con figure di angeli. Aveva albero di maestra e trinchetto, quest'ultimo più piccolo e inclinato in avanti, entrambi armati con vele al terzo decorate con simboli che indicavano il capofamiglia (parôn)
- Trabaccolo da pesca (Barchet): il trabaccolo è una barca tipica della costa romagnola, caratterizzata dall'ampia prua "a petto d'anatra" e dagli occhi in rilievo. Era solida, adatta alla pesca a strascico, di lunghezza variabile da 12 a 16 m. In alcuni periodi dell'anno alternava la pesca con il trasporto. Aveva un albero di maestra e trinchetto, entrambi con vele al terzo, anch'esse decorate con figure e simboli
- Battana: barca semplice ed economica, molto versatile per la pesca costiera. Aveva un solo albero con vela al terzo e polaccone (fiocco). Il fondo era piatto e ogni pezzo della struttura era rettilineo e quindi facilmente reperibile. Dipinta con colori vivaci, al posto degli occhi a prua aveva raffigurate due stelle. Quando cadeva nel cavo dell'onda batteva con fragore: da questo forse deriva il suo nome
- Bragozzo d'altura: variante di maggiori dimensioni del bragozzo, utilizzata per la pesca d'altura. Le campagne di pesca in alto mare duravano anche molti giorni e richiedevano una solida organizzazione. Solitamente i bragozzi d'altura pescavano riuniti in piccole flotte e utilizzavano imbarcazioni più piccole per il trasporto a terra del pescato
- Lancia: barca molto diffusa, caratterizzata da prua e poppa verticali, con un solo albero di vela al terzo (due per il tipo più grande del "lancione"). Ogni lancia in genere era portata da un pescatore e da un ragazzo, di solito uomini indipendenti che non si adattavano volentieri a far parte dell'equipaggio di barche più grandi. Esercitavano pesca a strascico o piccola pesca costiera
- Topo: come il bragozzo anche il topo è una barca tipica della laguna di Venezia, dove viene tuttora utilizzato nella sua versione motorizzata (mototopo). Di lunghezza variabile da 6 a 10 m, era una barca molto agile e veloce, dal fondo piatto allungato alle estremità per facilitarne il disimpegno in caso di arenamento. Armata di un solo albero con vela al terzo, era adatta anche alla voga. Pescava principalmente con i parangali, oppure era usata per il trasporto veloce del pescato dalle flotte d'alto mare ai porti di vendita, operazione che veniva detta portolata
- Paranza: originaria delle coste marchigiane e abruzzesi, era simile al trabaccolo per la prua ampia e ricurva "a petto d'anatra". Si distingueva però dalle altre barche originarie dell'alto Adriatico per il lungo pennone superiore, ricordo della vela latina, che equipaggiò a lungo queste imbarcazioni prima di essere soppiantata dalla più pratica vela al terzo. È decorata da occhi in rilievo e da una berretta rossa al colmo della prua. Il suo nome deriva dal fatto che praticava la pesca a strascico in coppia con un'altra, procedendo "a paro"
- Trabaccolo da trasporto: il trabaccolo da trasporto "Giovanni Pascoli" è l'ammiraglia del Museo della Marineria. Dopo il varo, avvenuto il 16 maggio del 1936, il "Giovanni Pascoli" fu impegnato per traffici marittimi con la costa jugoslava. Nel 1953 l'imbarcazione fu condotta a Vieste e nel 1960 fu trasferita ancora a nord, proprietà di armatori di Trieste. Rimase in quel porto finché, cessato di navigare, fu usata saltuariamente per il trasporto di sabbia lungo un fiume. Andò in disarmo lungo la sacchetta di Trieste insieme ad un altro trabaccolo, il "Cromo". Nel 1980 il suo scafo, camuffato da nave veneta del Settecento, fu utilizzato per le riprese dello sceneggiato televisivo Marco Polo. L'Azienda di Soggiorno di Cesenatico acquistò il trabaccolo nel 1983 per completare la sezione galleggiante del Museo
- Trabaccolo da pesca (Barchét) e Bragozzo «San Nicolò» naviganti: vengono mantenute naviganti allo scopo di preservare e tramandare le antiche tecniche della navigazione con vela al terzo. Nel periodo estivo partecipano a raduni di barche d'epoca e a rievocazioni storiche

Da alcuni anni nei porti della Romagna sono diventate sempre più numerose le barche tradizionali restaurate e naviganti, ed è sorta un'associazione che le riunisce promuovendo un calendario estivo di manifestazioni e regate storiche con la loro partecipazione ("Mariegola delle Romagne"). Il Museo della Marineria di Cesenatico vi partecipa con le sue due imbarcazioni naviganti, il trabaccolo Barchét e il bragozzo San Nicolò, che per le loro dimensioni sono le due ammiraglie della flotta di barche romagnole. Il Comitato scientifico del Museo, con il sostegno del Comune di Cesenatico, ha anche promosso il restauro di numerosi altri piccoli scafi tradizionali di proprietà privata, che contribuiscono a caratterizzare e rendere autentico il Porto Canale.
Nel 2025 l’Associazione dei musei marittimi del Mediterraneo, di cui Cesenatico fa parte, ha proposto all'UNESCO il riconoscimento dell’Arte della navigazione a vela come Patrimonio immateriale dell’Umanità.

## Le iniziative del Museo

### Il Presepe della Marineria

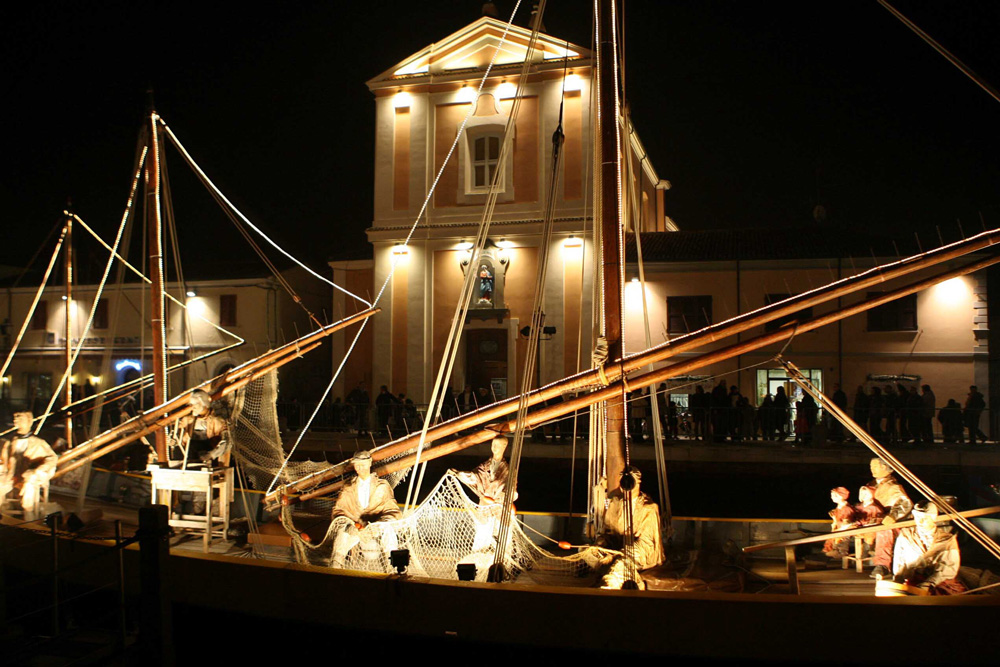
Il Presepe della Marineria galleggiante sul porto canale

Il presepe nasce nel 1986. Nel periodo di Natale, dalla prima domenica di dicembre sino all'Epifania, le barche della Sezione Galleggiante diventano il palcoscenico del Presepe della Marineria, opera degli artisti Tinin Mantegazza, Maurizio Bertoni e Mino Savadori. La prima statua scolpita è stata quella di San Giacomo, patrono di Cesenatico, a cui nel corso degli anni se ne sono aggiunte molte altre. Non si tratta delle statue tradizionali che si vedono nei presepi, ma di scorci ispirati dalla vita della gente comune di un borgo di pescatori, che raccontano attraverso di essi la vita di una città: pescatori, falegnami, burattinai, una pescivendola, una donna con le piadine, bambini e musicisti.
Le statue sono a grandezza naturale: i volti, le mani, i piedi e tutte le parti esposte sono scolpite in legno di cirmolo, gli abiti drappeggiati sono realizzati in tela irrigidita dalla cera pennellata a caldo su strutture di legno rese voluminose da una rete metallica modellata. Il risultato è di grande effetto, reso ancora più suggestivo dalle illuminazioni delle barche che si riflettono sull'acqua del canale.
Un presepe che cresce continuamente, poiché ogni anno una nuova statua e un nuovo personaggio si aggiungono sulla scena. Dalle 7 figure con cui esordì nel 1986 il patrimonio scultoreo è passato alle 47 statue odierne, realizzando il progetto di dotare, nel corso degli anni, ognuna delle imbarcazioni di un timoniere e di altri soggetti.